# ینگی قلعه پائین
ینگی قلعه پائین یک روستا در ایران است که در Qushkhaneh-ye Bala Rural District واقع شده‌است. ینگی قلعه پائین ۱۶۲ نفر جمعیت دارد.
مردم این روستا به زبان ترکی خراسانی سخن می‌گویند